# Adriana Birolli
Adriana Birolli Ferreira (25 de noviembre de 1986) es una actriz brasileña.
La artista ganó en 2010, en el programa Domingão do Faustão, el premio de "Actriz Revelación" en "Mejores del Año 2009, por su trabajo en Vivir la vida, en donde interpretó a Isabel, la hermana mala de Luciana.

## Filmografía

### Televisión
| Año  | Título            | Personaje                                                         |
| ---- | ----------------- | ----------------------------------------------------------------- |
| 2006 | Cilada            | Andrea                                                            |
| 2008 | Faça Sua História | Pasajera                                                          |
| 2008 | Belleza pura      | Viviane                                                           |
| 2009 | Vivir la vida     | Isabel Saldanha Ribeiro                                           |
| 2011 | Fina estampa      | Patrícia Velmont                                                  |
| 2014 | Imperio           | Maria Marta de Mendonça e Albuquerque (1ª fase) / Amanda Mendonça |
| 2015 | Tomara que Caia   | La bella durmiente                                                |
| 2015 | Vai que Cola      | Mona                                                              |
| 2015 | Totalmente Diva   | Lorena Domingos                                                   |
| 2017 | Belaventura       | Lizabeta Montebelo y Luxemburgo                                   |
| 2018 | Jesús             | Cívia Yafo                                                        |
| 2019 | Jezabel           | Aisha, Consorte de Israel                                         |

## Teatro
| Año     | Título                                                | Personaje       |
| ------- | ----------------------------------------------------- | --------------- |
| 1995    | O Teimosinho e o Mandão                               | Narradora       |
| 1996–98 | Duas Histórias - A Triste História da Tartaruaga Filó | Teca            |
| 2000    | Oh! Grande Zeus                                       | Lorenza Miller  |
| 2001    | Lá no Cabaret                                         | Lisa            |
| 2002    | O Despertar da Primavera                              | Wendla Bergman  |
| 2002    | O Portal Encantado                                    | Wendy           |
| 2002    | Dançando por amor                                     | Vanessa         |
| 2003    | Canastras                                             | Stanley         |
| 2003    | O Teatro dos Vampiros                                 | Mina            |
| 2004    | Dorothy Parker Portátil                               | Adriana         |
| 2004    | Comédia na Madrugada                                  | Dorothy Parker  |
| 2005    | Oscar Wilde me Disse                                  | Adriana         |
| 2005    | Assassinatos em Série                                 | Rebbeca Almeida |
| 2006–16 | Manual Prático da Mulher Desesperada                  | Alice           |
| 2007–08 | Sou Ator mas não sou Gay                              | Liege Sirkis    |
| 2010    | A República em Laguna                                 | Anita Garibaldi |
| 2017    | Paixão de Cristo                                      | María Magdalena |

## Premios y nominaciones
- 2009 - Melhores do Ano - Actriz Revelación (telenovela, Vivir la vida)